# Monte Tubenna
Il monte Tubenna è un massiccio che sorge alle spalle di Salerno e Pontecagnano Faiano, e insiste sul territorio dei comuni di Castiglione del Genovesi, San Mango Piemonte e San Cipriano Picentino.
L'altezza massima sul livello del mare è di 834 mt slm, e ciò lo rende un ottimo punto di osservazione da cui poter ammirare Salerno nonché tutto l'omonimo golfo.

## Parco
Il Monte Tubenna fa parte del Parco regionale Monti Picentini.